# Saga Garðarsdóttir

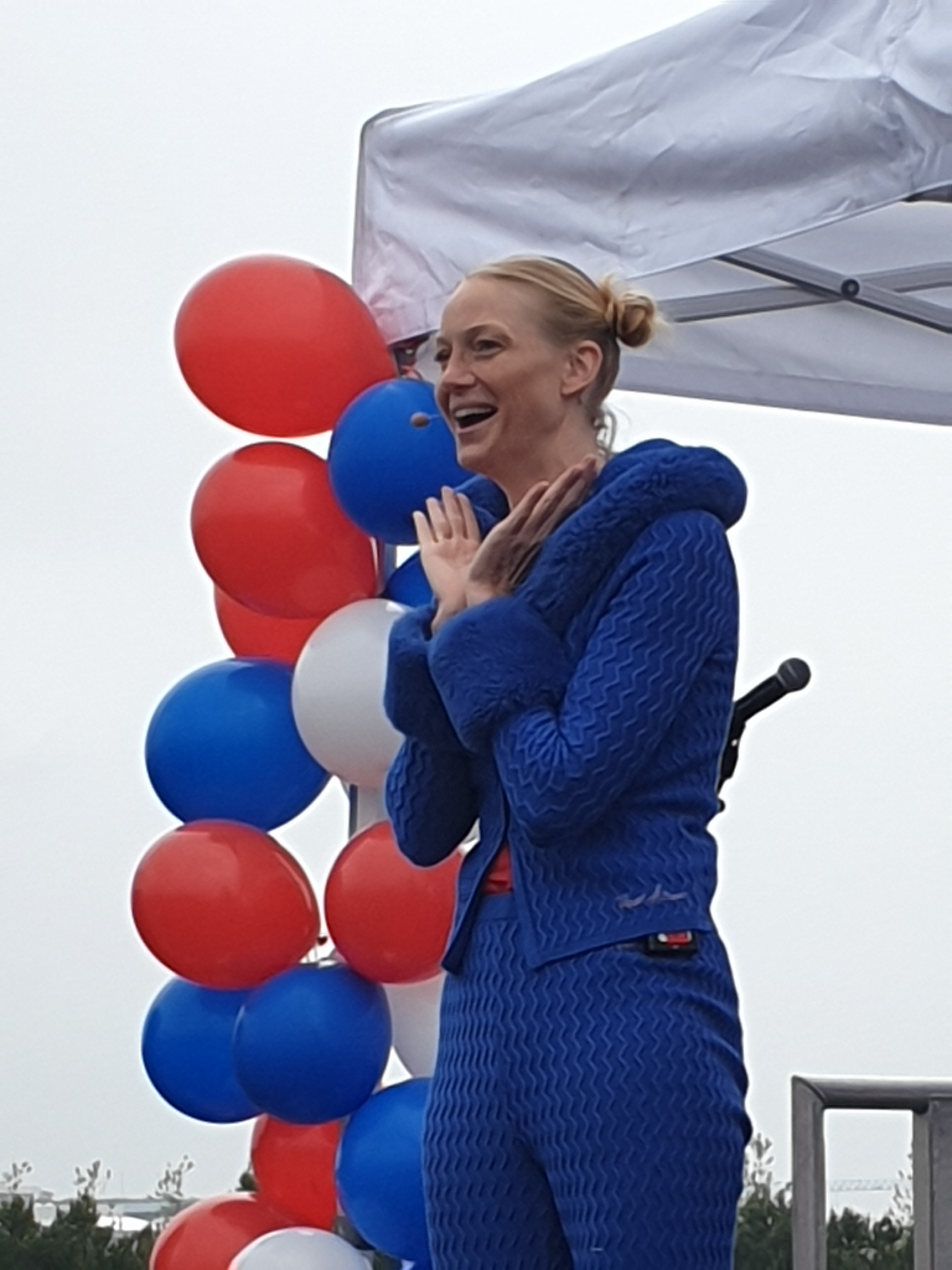
Garðarsdóttir (2024)

Saga Garðarsdóttir (* 6. August 1987 in Reykjavík) ist eine isländische Schauspielerin und Stand-up-Comedian.

## Leben und Karriere
Saga Garðarsdóttir wurde am 6. August in Reykjavík geboren. Sie studierte an der Kunstakademie Islands. Ihr Debüt gab sie 2013 in dem Film Ibiza. 2014 war sie in der Fernsehserie Hreinn Skjöldur zu sehen. Von 2017 bis 2018 spielte sie in der Fernsehserie Steypustöðin die Hauptrolle. Außerdem bekam sie 2018 eine kleine Rolle in dem Film Gegen den Strom. Anschließend trat sie 2021 in Straumar auf. Im selben Jahr spielte sie in Stella Blómkvist mit.

## Filmografie (Auswahl)
Filme
- 2013: Ibiza
- 2015: Bakk
- 2017: Lightcatcher
- 2018: Gegen den Strom
- 2025: The Love That Remains (Ástin sem eftir er)

Serien
- 2014–2015: Hreinn Skjöldur
- 2017–2018: Steypustöðin
- 2017: Áramótaskaupið 2017
- 2019: Áramótaskaupið 2019
- 2020: Áramótaskaupið 2020
- 2021: Straumar
- 2021: Stella Blómkvist
- 2023: Afturelding (Fernsehserie, 8 Episoden)